# Famille de Marcilhac
 (janvier 2025).
La famille de Marcilhac est une ancienne famille noble du Rouergue, attestée dès le XVe siècle. Elle a occupé des fonctions militaires et administratives, possédé de nombreuses seigneuries et s’est alliée à d’importantes lignées du Rouergue. Elle s’est éteinte au XVIIe siècle.

## Origine
La famille de Marcilhac tire son nom d’une localité du sud de la France, probablement Marcilhac-sur-Célé, en Quercy. Elle apparaît dans les sources dès le XVe siècle avec Bertrand de Molceu, dit « de Marcilhac », qui épouse Marguerite de La Valette .
Dès cette époque, la famille de Marcilhac détient plusieurs fiefs, notamment Boisse, La Bastide-Capdenac, Sénergues, le Fouilhet, la Mothe, Montalègre et co-seigneurie de Salles-Courbatiers.

## Histoire
La généalogie de la famille débute avec Bertrand de Marcilhac, qui épouse vers 1460 Marguerite de La Valette. Leur descendance se divise en plusieurs branches, possédant des fiefs dans l’actuel Aveyron et Tarn.
- Gaucelin de Marcilhac, seigneur de Boisse, épouse Isabelle de Verdun, issue des barons du même nom, une des douze grandes baronnies du Rouergue.
- Bertrand de Marcilhac, seigneur de La Bastide-Capdenac, épouse en 1508 Anne de Lescure. Leur fils Gaillard de Marcilhac s’allie en 1552 À Anne d’Arpajon, issue d’une illustre maison noble.
- Antoinette de Marcilhac Épouse en 1477 Jean de Lapanouse, seigneur du Colombier, famille de Lapanouse qui donnera plusieurs évêques de Mende.

La famille se divise en deux branches principales, issues de Bertrand de Marcilhac et Anne d’Arpajon, issue de la famille d'Arpajon et elle-même descendante de Louis XI :

### Branche de la Bastide-Capdenac
Il s'agit de la branche aînée qui s'est éteinte au XVIIe siècle.
Elle fut initiée par:
- Gaillard de Marcilhac qui épouse en 1619 Catherine de Saunhac dont:
  - Antoinette de Marcilhac, épouse d'Amans Guibbert
  - Marie de Marcilhac, épouse de Jean Cousin, sieur de Puymarcel, procureur du Roi au siège de Vaour
  - Marguerite de Marcilhac
  - Françoise de Marcilhac, épouse d'Antoine Coste, avocat de Darce
  - Jean de Marcilhac, seigneur de La Bastide-Capdenac, qui échange la terre de la Bastide Capdenac contre Montalègre en 1675. Il a eu plusieurs enfant dont un fils Pierre.
    - Pierre de Marcilhac, seigneur de Montalègre épouse en 1686 Marianne Carel.

### Branche de Sénergues
La branche cadette, propriétaire des seigneuries de Sénergues, Le Fouilhet et La Mothe a été fondée par François de Marcilhac. Elle s'est éteinte avec ses deux fils.
- François de Marcilhac, seigneur de Sénergues et du Fouilhet, épouse Marguerite de La Valette-Parisot. En 1741, François de Marcilhac vend le château et la terre de Montalègre au marquis de Roussille, marquant le déclin de la branche. Ils ont eu plusieurs enfants:
  - Jean de Marcilhac, seigneur de La Mothe, réside À Villecomtal et teste en 1664. Il désigne sa sœur Gabrielle de Marcilhac, épouse d’Anthoine de Buysson, comme héritière.
  - Alexandre de Marcilhac, sieur de Cangelly. Il désigne son frère et ses sœurs comme héritier
  - Anne de Marcilhac, épouse de Bernard d'Escaussat, secrétaire de la Chambre du Roi
  - Gabrielle de Marcilhac, épouse d'Antoine du Buysson, docteur et avocat à Rignac

Au fil des générations, la famille tisse des alliances avec les Lescure, Cassagnes, Cahuzac, Saunhac, Goudal, Vayssade et Cousin de Puymarcel, intégrant des réseaux influents du Rouergue et du Quercy.
Au XVIIe siècle, la famille voit ses branches vendre leurs terres et s’éteindre.

## Résidences
La famille de Marcilhac a possédé plusieurs domaines, dont :
- Le château de Montalègre (Aveyron), acquis en 1675 et vendu en 1741.
- La Bastide-Capdenac, ancienne possession avant l’Échange avec Montalègre.
- Le château de Sénergues, fief de la branche cadette.
- La Mothe et le Fouilhet, domaines détenus par les descendants de François de Marcilhac.

## Armes, blason, devise
Rouergue XVe siècle : « Burelé d’argent et d’azur de 10 pièces, à trois chevrons de gueules brochants.».